# 休泊村
休泊村（きゅうはくむら）は、群馬県山田郡に属していた村。

## 地理
- 河川：休泊川

## 歴史
- 1889年（明治22年）4月1日 - 町村制施行により太田町の一部，台之郷村，東長岡村，石原村，安良岡村，東金井村，上小林村，矢場村，植木野村，荒金村，大町村，竜舞村，沖之郷村，茂木村，下小林村，八重笠村が合併して山田郡韮川村が成立する。
- 1893年（明治26年）7月15日 - 大字竜舞，沖之郷，茂木，下小林，八重笠が韮川村より分立し、休泊村となる。
- 1942年（昭和17年）5月10日 - 東武小泉線竜舞駅開業。
- 1957年（昭和32年）4月1日 - 強戸村とともに太田市へ編入される。

## 経済
農業
『大日本篤農家名鑑』によれば休泊村の篤農家は、「小島林太郎、堀越浦次郎、武藤幸逸、武藤喜一郎、武藤友三郎」などである。

## 交通

### 鉄道
- 東武鉄道
  -  小泉線：竜舞駅

## 出身人物
- 武藤金吉（実業家、政治家） - 衆議院議員（立憲政友会）。